# Margaretha Elisabeth von Manderscheid-Blankenheim-Gerolstein
Margaretha Elisabeth von Manderscheid-Blankenheim-Gerolstein (* 1575; † 28. November 1604 in Arnheim) war Äbtissin im Stift Freckenhorst und Fürstäbtissin im Stift Essen.

## Leben

### Herkunft und Familie
Als Tochter des Grafen Johann Gerhard von Manderscheid-Blankenheim-Gerolstein (1536–1611) und seiner Gattin Margarethe von Dhaun-Neuweiler (1540–1600) wuchs Margaretha Elisabeth zusammen mit ihren Geschwistern Johann Philipp, Wilhelm, Gerhard (alle Domherren in Köln), Elisabeth (Äbtissin in Essen) und Anna Margarethe (verheiratet mit Ludwig Günther von Nassau) in einer protestantischen Adelsfamilie auf.

### Werdegang und Wirken
Nachdem Metta von Limburg-Styrum resigniert hatte, wurde das Freckenhorster Kapitel von den Statthaltern und Räten des Stifts Münster aufgefordert, einen Termin für die Neuwahlen zu benennen. Margaretha Elisabeth bezeichnete sich bereits kurz nach ihrer Wahl mit dem vollen Titel, obwohl die Bestätigung durch den Bischof noch ausstand. Dies hatte seinen Grund darin, dass erhebliche Diskrepanzen zwischen der Wahlkapitulation im Originaltext und den Abschriften, die dem Domkapitel zur Bestätigung vorgelegt worden sind, bestanden.
Sie hatte sich verpflichtet, die bisher aufgetretenen Unordnungen in den Gottesdiensten und alle übrigen Versäumnisse abzuschaffen und die Ordnung nach dem Muster des Doms zu Münster herzustellen. Außerdem versprach sie, keine weiteren Abteien zu übernehmen und die auf 6250 Goldgulden angewachsenen Schulden nach und nach zu tilgen. Am 21. Mai 1592 wurde eine Visitation durchgeführt mit dem Ziel, die alten Zeremonien und die ursprüngliche katholische Religion wiederherzustellen. Erst am 2. Oktober 1592 bestätigte der Bischof die Wahl, obwohl sie ihren Glaubenseid wegen ihres Bekenntnisses nicht abgelegt hatte.
Im Jahre 1598 wurde Margaretha Elisabeth – entgegen ihrer Festlegung in der Wahlkapitulation – zur Äbtissin des Reichsstifts Essen gewählt.
Sie hielt sich zur Beisetzung ihres Schwagers Ludwig Günther von Nassau in Arnheim auf, wo sie am 28. November 1604 verstarb und am 30. November in der Eusebiuskerk in der Gruft der Herzöge von Geldern beigesetzt wurde.
Als ihre Nachfolgerin wurde Elisabeth von der Lippe gewählt. Diese übte ihr Amt wegen der widrigen Verhältnisse nicht aus. Dafür residierte Elisabeth von Berg. Sie war auch ihre Nachfolgerin im Stift Essen.